# نوبويوكي أراي
نوبويوكي أراي (باليابانية: 荒井 信行) (مواليد 3 فبراير 1967)، هو لاعب كرة قدم سابق كان يلعب كمدافع.